# Особняк Бринеров
Особняк Бринеров — историческое жилое здание во Владивостоке. Построено в 1913 году. Автор проекта — архитектор Георгий Юнгхендель. Историческое здание по адресу Алеутская улица, 15Б сегодня является объектом культурного наследия Российской Федерации.

## История
Юлиус Йозеф Бринер родился в 1849 году в общине Ла Рош, расположенной в 30 милях к юго-востоку от Женевы (Швейцария), в семье немцев-лютеран. Детство провёл в общине Мёрикен, кантон Аргау.
Занимался торговлей шёлком в Шанхае. Став совладельцем торговой пароходной компании с филиалами на Дальнем Востоке, Юлий Бринер переезжает во Владивосток.
В 80-х годах XIX века организовывает компанию, с участием английского и немецкого капитала, «Торговый дом Бринер и Ко». В 1890 году Бринер принимает русское подданство. В 1891 году Юлий Бринер вместе с купцом II-ой гильдии Андреем Николаевичем Кузнецовым основал новую компанию «Бринер, Кузнецов и Ко», которая занималась стивидорскими работами в порту, хранением грузов на складах и их отправкой.
Компания «Бринер, Кузнецов и Ко» также занималась земельными операциями во Владивостоке, построив несколько домов, ставших украшением города. В частности, в 1913 году, по проекту архитектора Георгия Юнгхенделя, был построен особняк на Алеутской улице, в котором проживало семейство Бринеров. В 1920 году в здании родился будущий голливудский актёр Юл Бринер, получивший премию «Оскар» за лучшую мужскую роль в экранизации мюзикла «Король и я». В настоящее время в здании размещается офис Дальневосточного морского пароходства. 

## Архитектура
Здание трёхэтажное кирпичное под штукатурку, прямоугольное в плане. По художественному решению является одной из лучших во Владивостоке построек в стиле романтический модерн, обладая выразительной пластикой, основанной на использовании обтекаемых, заоваленных форм и характерных для архитектуры модерна элементов декора, таких как лепные орнаменты, кованые металлические решётки с рисунком из волнообразных линий, орнаментованные резные элементы дверного и оконного заполнения из мореного дуба, фризы из цветной глазурованной плитки. Романтический образ зданию придают разнообразные по форме эркеры и балконы на консолях, врезанный в северный фасад башенный объём лестничной клетки и высокий овальный полуфронтон восточного фасада в сочетании с массивным рустованным цоколем и лёгким плоским карнизом. К зданию ведёт многомаршевая гранитная лестница, сама по себе являющаяся художественным произведением.            